# Mycotretus
Mycotretus é um género de coleópteros da família Erotylidae.